# Carrickmacross
Carrickmacross (iriska: Carraig Mhachaire Rois) är en ort i grevskapet Monaghan i republiken Irland. Orten hade 5 032 invånare (2016).
Carrickmacross är platsen där Carrickmacross lace ligger och poeten Patrick Kavanagh föddes i grannbyn Inniskeen. Lokalt är samhället känt som bara Carrick.